# Убивство британських інженерів у Чечні
Вбивство британських інженерів у Чечні — вбивство в грудні 1998 року чотирьох інженерів британської компанії «Granger Telecom» чеченською бандою. У жовтні 1998 року співробітники компанії були викрадені в Чечні, 7 грудня їм відрізали голови.

## Викрадення та вбивство
У вересні 1998 року після підписання контракту у сумі 300 млн долларів між телекомунікаційною компанією «Granger Telecom» і компанією «Чечентелеком» до Чечні прибули четверо інженерів — новозеландець Стенлі Шоу (англ. Stan Shaw) і три британці: Рудольф Петчі (англ. Rudi Petschi), Пітер Кеннеді (англ. Peter Kennedy та Даррен Хіки (англ. Darren Hickey).
У ніч на 4 жовтня у Грозному інженери були викрадені, до будинку на вулиці Лермонтова увірвалися близько 20 озброєних терористів. Шестеро охоронців, виділених іноземцям владою самопроголошеної ЧРІ, практично не змогли перешкодити нападникам (за словами чеченської влади, була коротка перестрілка, під час якої було поранено одного охоронця та одного члена банди). Цікаво, що захоплення заручників відбулося всього за 500 метрів від управління боротьби з викраденнями людей. Оперативники чули постріли, але не виявили до них інтересу, оскільки вночі у Грозному стрілянина була частим явищем.
Ця подія завдала важкого удару по уряду Масхадова, підірвавши його авторитет і позбавивши західних інвестиційних можливостей у довгостроковій перспективі. Міністр шаріатської безпеки ЧРІ Асланбек Арсаєв пригрозив знищити угруповання, які займаються работоргівлею, якщо ті не відпустять заручників. У пошуку британців брали участь представники всіх силових структур Ічкерії. За гарячими слідами у 20-х числах жовтня, було проведено широкомасштабні операції проти викрадачів людей, у ході яких силові структури ЧРІ звільнили 60 інших заручників та заарештували кількох підозрюваних, які згодом були відпущені через відсутність доказів. Найрезультативнішим виявилося розслідування, проведене власниками Чечентелекому. Вони швидко встановили, що їхні іноземні партнери перебувають у руках польового командира Арбі Бараєва. Бандити, зв'язавши інженерів, відвезли в Ачхой-Мартанівський район. Бізнесмени з Чечентелекому взяли в заручники одного із заступників Арбі Бараєва та запропонували обміняти його на іноземців. Арбі Бараєв від обміну відмовився, заявивши, що відпустить заручників лише за викуп 10 млн доларів. доларів.
Заручників утримували в кімнаті площею три на три метри на голій бетонній підлозі. Викрадені зазнавали тортур, терористи звинувачували їх у шпигунстві. У ніч із 7 на 8 грудня заручники були обезголовлені. Їхні голови виявили на трасі Ростов-Баку біля станиці Ассінівська. За словами чеченських силових структур, заручників обезголовили з помсти після того, як масхадівські спецслужби провели невдалу спробу їх звільнення.
Ніхто не був офіційно звинувачений або засуджений за це викрадення, але часто згадувалися різні імена винуватців у контексті суперництва між президентом Масхадовим з іншими польовими чеченськими командирами, які хотіли скомпрометувати один одного.

## Розслідування
В 2001 телекомпанія Бі-Бі-Сі показала документальний фільм, де журналісти пов'язують вбивство інженерів з Усамою бен Ладеном, який запропонував бойовику Арбі Бараєву 30 млн доларів.
У 2002 році в Наурському районі правоохоронними органами затримано терориста Хусейна Ідієва — одного з учасників викрадення інженерів, члена незаконного озброєного бандитського формування Арбі Бараєва.
У 2003 році в британській газеті «Sunday Times» було опубліковано розповідь професора Магомеда Чагучієва, який також перебував у полоні з інженерами. Він показав, що їх привезли до підземної камери сильно побитими. Під час перебування у полоні їх били прикладами автоматів, палицями та ланцюгами. Бандити демонстрували інженерам відеозйомки тортур та вбивств інших заручників. На тиждень інженерам видавали буханець хліба та відро води на чотирьох.
За словами Чагучієва, його дружина звернулася з проханням про допомогу до Ахмеда Закаєва (міністру культури уряду Масхадова), проте той у грубій формі відповів їй відмовою. Організація «Фонд громадянських свобод», яка здійснює захист Закаєва та фінансується Борисом Березовським, заявила, що публікація в «Sunday Times» має ознаки фальсифікації. Вдова одного з інженерів Луїза Петчі сказала, що за укладення контракту з Granger Telecom відповідали міністр інформації Мовладі Удугов та міністр культури Ахмед Закаєв. Як повідомляє РИА Новости, вона висловила подив тим, що «Велика Британія дозволяє чеченським бойовикам приїжджати до країни, перебувати тут і навіть просити політичного притулку». "Я не розумію — вони що збираються продовжувати свою бандитську діяльність тут, на Заході? "- Сказала Петчі.
За даними газети Коммерсант, наказ відрізати голови чотирьом зв'язківцям англійської фірми Granger Telecom і зняти все це на відеоплівку віддав Різван Ахмадов, а перевозив відчленовані голови вбитих співробітників Granger Telecom ще один із братів — Увайс Ахмадов.